# Marine Bramly
Pour les articles homonymes, voir Bramly.
Marine Bramly est une romancière française née en 1969 à Dakar.

## Biographie

### Enfance et formation
Née d’un père ethnologue et d'une mère issue de la grande bourgeoisie protestante, Marine Bramly voit le jour en 1969 à Dakar,. Elle passe une grande partie de son enfance sur l’île de Gorée, au Sénégal. A 11 ans, elle revient en France et vit dans l’hôtel particulier parisien de sa famille maternelle.

### Carrière
Marine Bramly publie son premier roman en 2008, Festin de miettes. Elle est lauréate du Prix de l'Héroïne Madame Figaro et du Prix René Fallet.
En 2011, elle publie son deuxième roman, Mon petit bunker. Il s'agit d'un roman autobiographique dans lequel elle raconte les souvenirs de son enfance passée en Afrique à travers l'histoire de Noah, l’héroïne du roman.

### Vie privée
Marine Bramly est mariée à l'écrivain Serge Bramly. Leur fille est la romancière Carmen Bramly. 

## Publications
- Festin de miettes, Jean-Claude Lattès, 2008
- Mon petit bunker, Jean-Claude Lattès, 2011